# Schmiedeleut

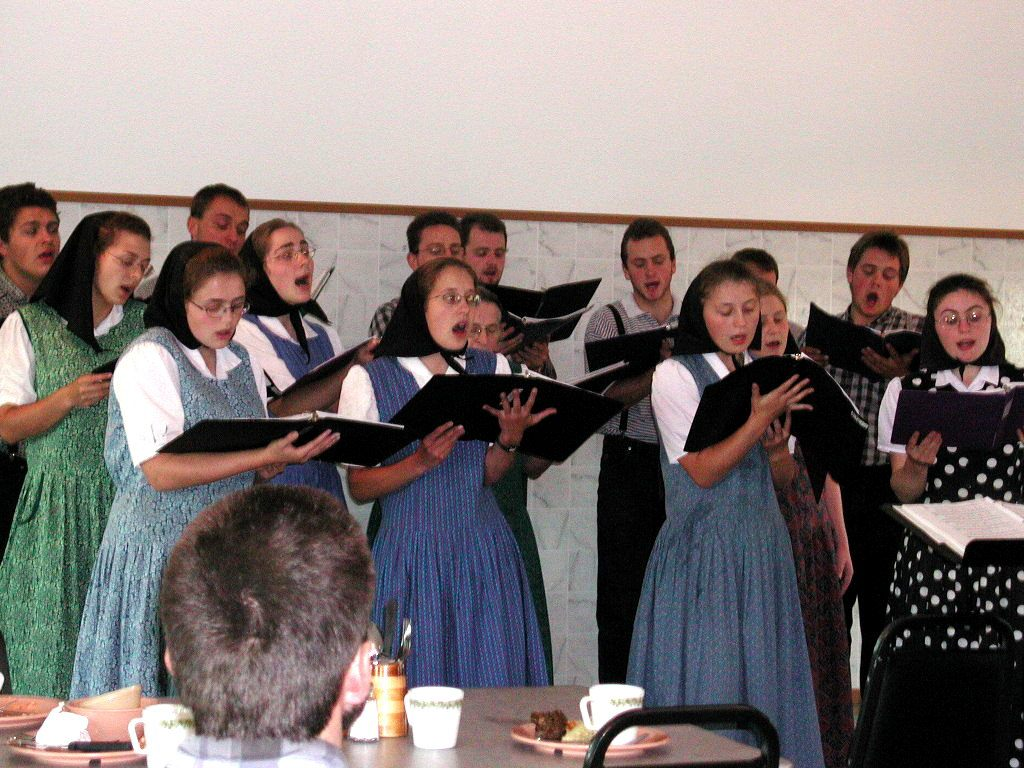
Chorale de jeunes Schmiedeleut.

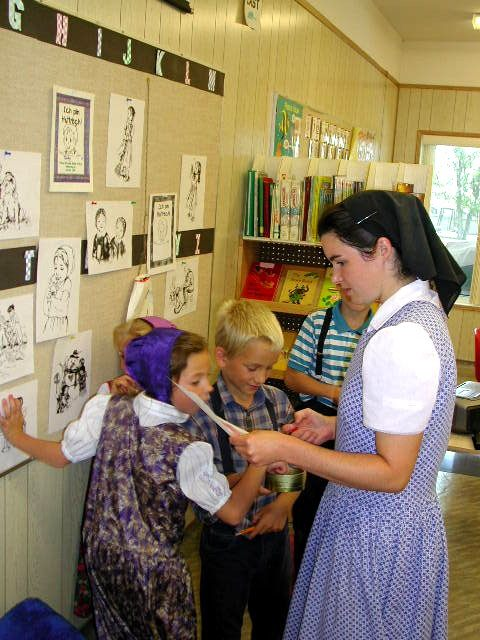
Schmiedeleut à l'école de la colonie de Crystal Springs dans le Manitoba (Canada).

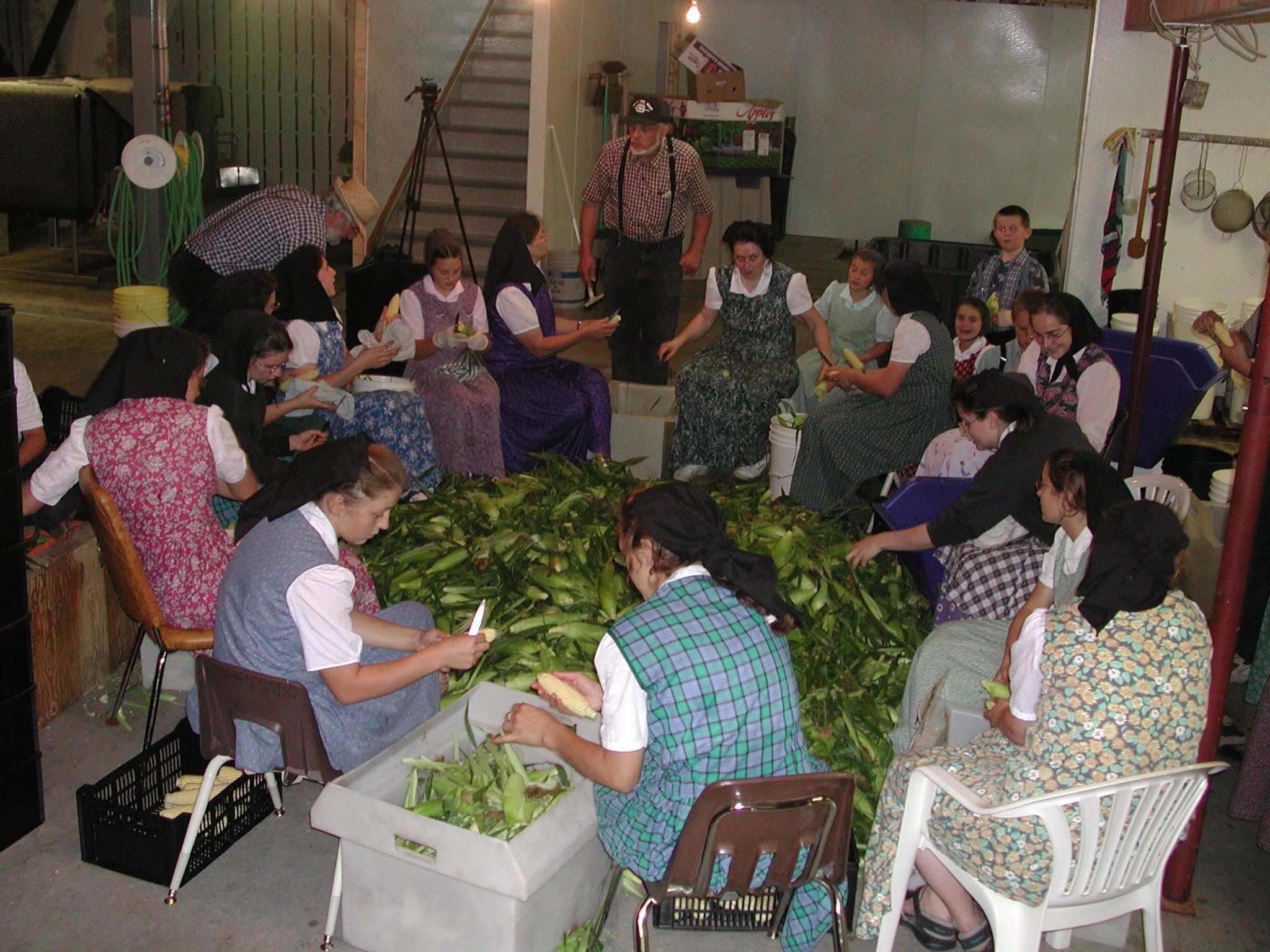
Huttérites Schmiedeleut au travail.

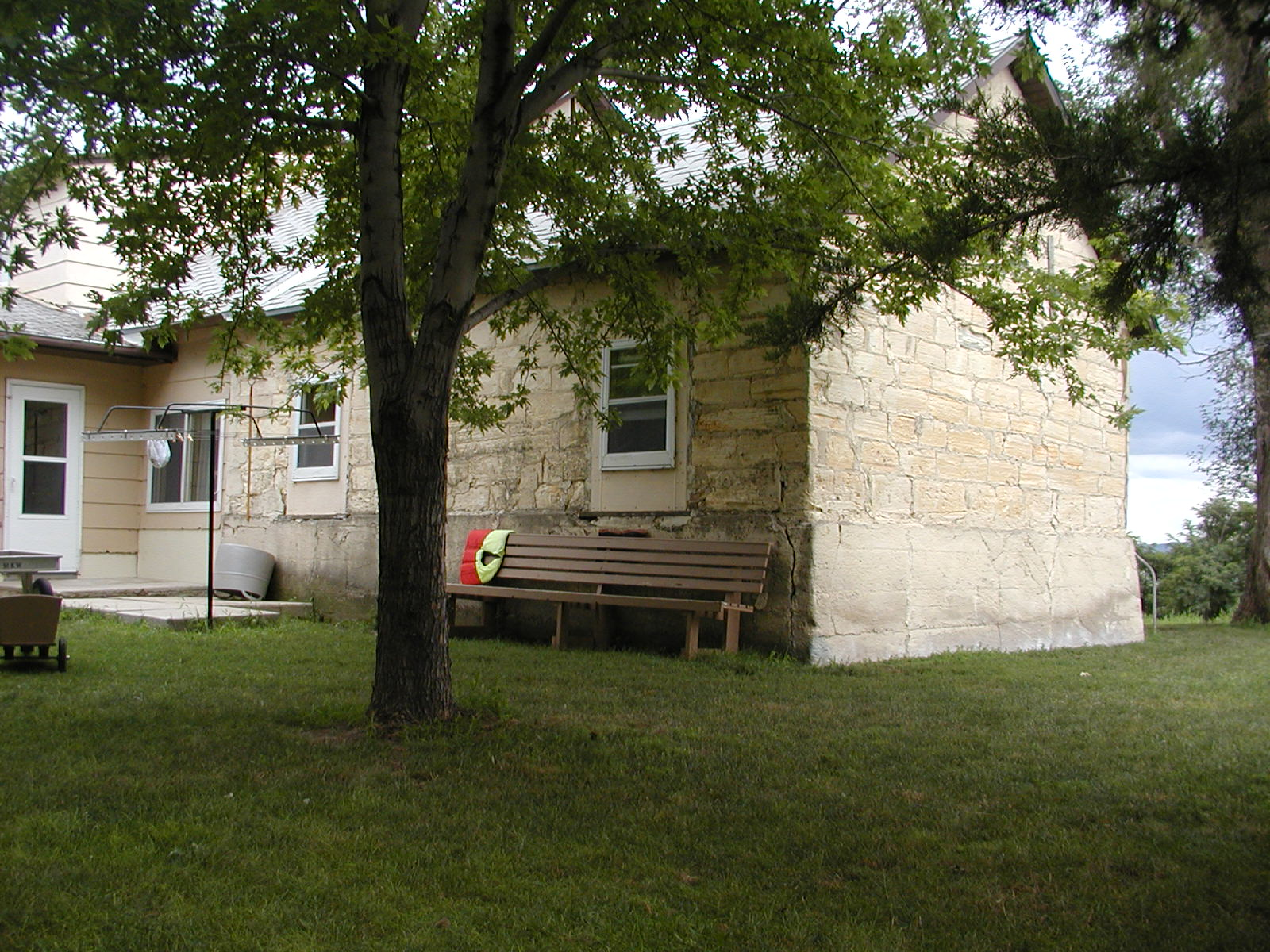
Une des maisons de la colonie de Bon Homme dans le Dakota du Sud (États-Unis).

Les Schmiedeleut, ou Schmiedeleit,  forment une branche des huttérites, membres d'une secte anabaptiste vivant la mise en commun des biens et le pacifisme qui a été fondée au XVIe siècle. Cette branche du huttérisme s'est formée en 1859. Elle est divisée aujourd'hui en deux sous-groupes.

## Nom
Le fondateur des Schmiedeleut, Michael Waldner (1834-1889), était forgeron et était donc appelé Schmied Michel, c'est-à-dire en français Michel le Forgeron. Le nom de ce groupe s'est donc formé à partir de son surnom de Schmied Michel. Leut signifie « les gens » (de Leute, en allemand).

## Histoire

### Empire russe
Quelques huttérites sous la direction de Georg Waldner tentent en 1857 de rétablir une communauté de biens plus en phase avec celle de l'Église primitive dans leur communauté d'Hutterdorf (en Ukraine actuelle). Cette communauté de biens avait été délaissée en grande partie depuis 1819 par les huttérites. Mais cette tentative échoue. Elle réussit deux ans plus tard grâce à Michael Waldner et Jakob Hofer (1830-1900). La Russie impériale ayant mis en place l'établissement de la conscription, les huttérites - pacifistes et ne portant pas d'armes - décident de partir.

### Amérique du Nord
Les adeptes de Michael Waldner, au nombre de 113 personnes, quittent leur foyer de Russie en juin 1874 pour s'installer dans la colonie huttérite de Bon Homme dans le Dakota du Sud. C'est donc la colonie-mère de tous les Schmiedeleut. Pendant leur voyage, trente-six enfants meurent d'une épidémie de dysenterie à Lincoln dans le Nebraska. Les Schmiedeleut prospèrent dans leur nouvelle colonie du Dakota du Sud, si bien qu'une deuxième colonie est formée en 1878, la colonie de Tripp, à Yankton, toujours dans le Dakota du Sud. 
Peu de temps après la fin de la Première Guerre mondiale, deux objecteurs de conscience huttérites, Joseph et Michael Hofer, meurent dans une prison américaine. Cette affaire, ainsi que le sentiment germanophobe croissant des populations locales, poussent les Schmiedeleut à émigrer au Canada dans le Manitoba dans les années qui suivent. Cinq colonies de Schmiedeleut (Milltown, Maxwell, Rosedale, Huron et James Valley) quittent donc les États-Unis; il ne reste que la colonie de Bon Homme.
Dans les années 1930, la croissance de leurs communautés les oblige à en fonder de nouvelles au Dakota du Nord et encore au Dakota du Sud, et ils retournent donc aux États-Unis. Eberhard Arnold visite plusieurs colonies de Schmiedeleut en 1930 et son Bruderhof est affilié à cette branche du huttérisme. En 1950, il y avait 20 colonies de Schmiedeleut au Manitoba, 15 au Dakota du Sud et une au Dakota du Nord. En 1973, il y avait 91 colonies de Schmiedeleut au Manitoba, au Dakota du Sud et au Dakota du Nord. En 1980, les Schmiedeleut ouvrent leur première colonie au Minnesota. D'autres sont formées dans cet État dans les décennies suivantes.

### Divisions
En 1992, les Schmiedleut se sont divisés en deux sous-groupes à propos de questions de procédures de gestion dans le groupe d'un ancien, nommé Jacob Kleinsasser, ainsi que de questions financières et d'un procès concernant les droits de patente avec un autre huttérite. Ensuite leurs liens avec le mouvement du Bruderhof ont posé problème et ils s'en sont séparés en 1995. La question de l'enseignement supérieur accessible à certains jeunes a aussi provoqué des dissensions. L'ancien Jacob Kleinsasser de la colonie de Crystal Springs dans le Manitoba a adopté une attitude de tolérance dans ces affaires, tandis qu'un groupe plus conservateur s'y est opposé. La division a pris un certain temps avant d'être effective.
Les partisans de Kleinsasser ont pris plus tard le nom de Frères huttérites (Hutterian Brethren) ou de Schmiedeleut I, ou groupe 1. On les surnomme aussi les « graisseurs ». La branche plus traditionnelle des Schmiedeleut a pris le nom d'huttérites du comité, car ils donnent une grande importance au comité des anciens qui prend les grandes décisions concernant la communauté. Ils sont appelés également les Schmiedeleut II, ou groupe 2. On les surnomme les Gibbs.
En 2010, il y avait 120 colonies appartenant aux huttérites de comité, tandis qu'il y en avait 60 pour les Frères huttérites qui ont adopté certaines habitudes de la vie moderne d'aujourd'hui.
Il existe aussi des colonies indépendantes d'huttérites qui prennent leur origine chez les Schmiedeleut, mais qui n'en dépendent plus, comme la communauté chrétienne d'Elmendorf (Elmendorf Christian Community).

## LesSchmiedeleutaujourd'hui
Les Schmiedeleut sont considérés comme la branche la moins fermée à la modernité, parmi les huttérites, en particulier le sous-groupe des Frères huttérites (Hutterian Brethren) qui ont suivi Jacob Kleinsasser. Les femmes des Schmiedeleut portent une coiffe appelée tiechle, qui est une sorte de foulard de tête de couleur unie ou avec de tout petits pois, tandis que les femmes Dariusleut portent un foulard à tout petits pois et les femmes Lehrerleut un foulard à grands pois qui couvrent une grande partie du motif du tissu.

## Source de la traduction
- (en) Cet article est partiellement ou en totalité issu de l’article de Wikipédia en anglais intitulé « Schmiedeleut » (voir la liste des auteurs).